# Жармински район
Жармински район (на казахски: Жарма ауданы) е съставна част на Източноказахстанска област, Казахстан, с обща площ 22 300 км2 и население 37 040 души (по приблизителна оценка към 1 януари 2020 г.).
Административен център е село Георгиевка.